# 宮城県白石工業高等学校
宮城県白石工業高等学校（みやぎけん しろいしこうぎょうこうとうがっこう）は、宮城県白石市郡山字鹿野にある県立工業高等学校。略称は「白工」（はっこう、はくこう）。しばしば同市にある宮城県白石高等学校（白高）と混同される。

## 設置学科
- 全日制課程
  - 建築科
  - 機械科
  - 電気科
  - 工業化学科
  - 設備工業科

## 部活動
- 運動部 
  - 野球部・サッカー部・バレー部・ソフトボール部・卓球部・ラグビー部・バスケ部・ソフトテニス部・水泳部・陸上競技部・スキー部・山岳部・柔道部・剣道部
- 文化部 
  - 写真部・機械部・軽音楽部・吹奏楽部・書道部・将棋部・設備工業部・工業化学部・電気部・建築部・美術部
- 同好会 
  - 園芸同好会・茶道同好会・囲碁同好会・華道同好会・英語同好会
- その他 
  - JRC

傷害事件
2017年6月5日、同校野球部遠征時に2年生男子部員が上級生から暴行を受け以降、登校が困難になった。後、被害生徒の両親が宮城県警に被害届を提出。　

## 沿革
- 1962年 - 開校。機械科（2学級）・電気科（2学級）・建築科（1学級）が開設。開校時は男子校。
- 1963年 - 機械科を3学級に変更、工業化学科（1学級）が新設。
- 1965年 - 通産省より電気主任技術者資格認定校の指定を受ける。
- 1973年 - 機械科を2学級に変更、設備工業科（1学級）が新設。
- 1974年 - 電気科・建築科・工業化学科が男女共学。
- 1999年 - 機械科・設備工業科が男女共学。
- 2002年 - 機械科2学級を生産技術コースと制御技術コースに改編し、電気科を１学級に変更。
- 2008年 - 機械科のコース制を廃止し、機械科（2学級）に改編。

## アクセス
- JR東北本線白石駅より徒歩20分

## 主な卒業生
- 山田裕一 - 白石市長